# Urdhva Mukha Shvanasana

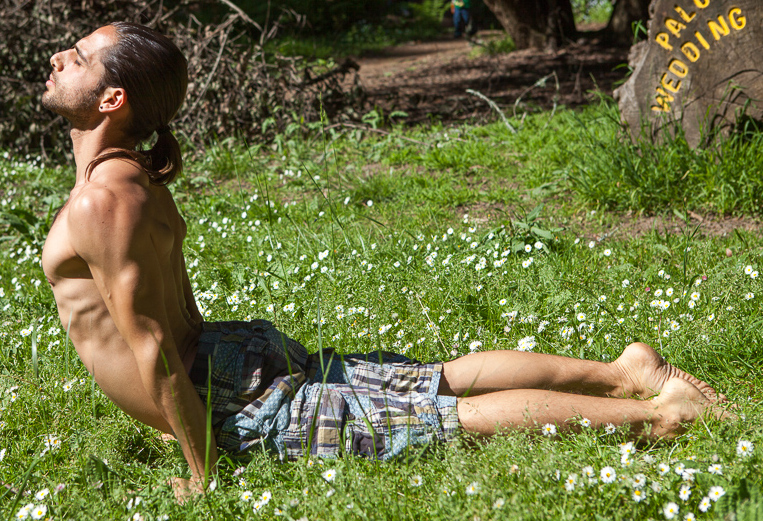
Urdhva Mukha Shvanasana

Urdhva Mukha Shvanasana (Sanskrit ऊर्ध्वमुखश्वानासन, IAST ūrdhva mukha śvānāsana), deutsch Hinaufschauender Hund, ist eine Übung des Yoga. Der Sanskritname setzt sich zusammen aus den Wörtern ūrdhvá (ऊर्ध्व) „nach oben“, múkha (मुख) „Gesicht“, śvāna (श्वान) „Hund“ und āsana (आसन) „Sitz“ oder „Körperhaltung“. Sie ist die 7. Stellung im Sonnengruß. Diese 7. Stellung wird dort je nach Yogarichtung auch im Sinne von Bhujangasana ausgeführt. Bei Bhujangasana wird die Formung des Körpers mehr aus der Eigenaktivität des Rückens aufgesucht und die Stützarbeit durch die Arme ist nur sanft begleitend.

## Körperliche Ausführung
B. K. S. Iyengar lässt die Stellung in der Bauchlage beginnen. Die Beine sind leicht geöffnet und die Zehen werden flach ausgestreckt. Die Handflächen sind dann neben der Taille auf den Boden zu legen. Im nächsten Schritt werden die Arme ganz ausgestreckt, Kopf und Rumpf gehoben und so weit wie möglich zurückgebeugt, ohne dass die Knie auf dem Boden ruhen. „Das Gewicht des Körpers ruht allein auf den Handflächen und Zehen.“

## Gesundheitliche Aspekte
Über die Wirkungen einzelner Asanas auf die Gesundheit gibt es kaum wissenschaftliche Forschungen. Iyengar teilt die Erfahrung mit, dass Urdhva Mukha Shvanasana die Wirbelsäule verjünge. Die Bewegung sei gut für Menschen, die an Hexenschuss oder an Bandscheibenschäden leiden. „Da die Brust ausgeweitet wird, werden die Lungen geschmeidiger.“